# Michel Marc Bouchard
Michel Marc Bouchard (Saint-Cœur-de-Marie, 2 febbraio 1958) è un drammaturgo e sceneggiatore canadese.

## Biografia e carriera
Nato a Saint-Cœur-de-Marie, nel Québec, Bouchard ha studiato teatro all'Università di Ottawa. Nel 1983 ha fatto il suo debutto come drammaturgo e da allora ha scritto circa 25 opere teatrali.
La sua opera più conosciuta è il dramma Lilies, che è stata adatto in un omonimo lungometraggio diretto da John Greyson. Il suo dramma Le Peintre des madones è stato tradotto in inglese e nel 2010 è stato messo in scena in Canada ottenendo buone recensioni.
Altre sue opere sono Le voyage du Couronnement, Les Muses orphelines, Le chemin des Passes-dangereuses, Les manuscrits du déluge e Tom à la ferme. Il regista e sceneggiatore Xavier Dolan ha adattato quest'ultima nel lungometraggio del 2013 Tom à la ferme.

## Riconoscimenti
Tra i premi ricevuti da Bouchard vi sono il Prix Journal de Montreal, il Prix du Cercle des critiques de l'Outaouais, il Dora Mavor Moore Award per la migliore nuova opera teatrale, il Floyd S. Chalmers Canadian Play Award, e nove Jessie Richardson Theatre Award per la produzione a Vancouver di Lilies e Les Muses orphelines. Nel 1993 Bouchard e la sua compagnia teatrale "Les deux mondes" sono stati premiati con il National Arts Centre Award.
Nel 2012 è stato nominato Cavaliere dell'Ordine nazionale del Québec.

## Filmografia

### Soggetto
- Lilies, regia di John Greyson (1996)
- L'histoire de l'Oie, regia di Tim Southam - film TV (1998)
- Les muses orphelines, regia di Robert Favreau (2000)
- Tom à la ferme, regia di Xavier Dolan (2013)

### Sceneggiatore
- Lilies, regia di John Greyson (1996)
- Les grandes chaleurs, regia di Sophie Lorain (2009)
- Tom à la ferme, regia di Xavier Dolan (2013)

### Attore
- Lilies, regia di John Greyson (1996)
- L'histoire de l'Oie, regia di Tim Southam - film TV (1998)